# خالد كردغلي
خالد كردغلي (1 يناير 1997-)، لاعب كرة قدم سوري من مواليد اللاذقية وهو نجل اللاعب محمد كردغلي. يلعب في مركز قلب الدفاع لصالح نادي الوحدات الاردني ومنتخب سوريا الوطني.
في أغسطس 2023 أعلن خالد كردغلي انسحابه من مباراة الوحدات ضد شباب الأهلي دبي، مؤكدًا على أنه لن يشارك في ملحق بطولة دوري أبطال آسيا 2023 ضد فريق النادي الإماراتي الذي وصفه بأنه (مطبع).